# Vegyes szorzat
A vegyes szorzat három darab háromdimenziós vektor között értelmezett matematikai művelet, melynek eredménye skalár (szám).
Az a, b és c vektorok vegyes szorzatának jele abc.
Értéke definíció szerint abc = (a × b)·c, ahol „×” a vektoriális szorzatot, „·” pedig a skaláris szorzatot jelöli. Ennek a számnak az abszolút értéke megegyezik a három vektor által kifeszített paralelepipedon térfogatával. Ha a három tényező ebben a sorrendben jobbrendszert alkot, akkor az előjel pozitív; ha balrendszert, akkor negatív.

## Definíció
Legyenek {\displaystyle {\vec {a}}}, {\displaystyle {\vec {b}}} és {\displaystyle {\vec {c}}} háromdimenziós vektorok {\displaystyle \mathbb {R} ^{3}}-ben! Ekkor vegyes szorzatuk:
{\displaystyle ({\vec {a}},{\vec {b}},{\vec {c}})=({\vec {a}}\times {\vec {b}})\cdot {\vec {c}}}.

## Jelölése
Gyakran nem vezetnek be külön jelölést, hanem a definíciót használják: {\displaystyle ({\vec {a}}\times {\vec {b}})\cdot {\vec {c}}}. Más jelölések:  {\displaystyle [{\vec {a}},{\vec {b}},{\vec {c}}]}, {\displaystyle \langle {\vec {a}},{\vec {b}},{\vec {c}}\rangle } és {\displaystyle |{\vec {a}}\ {\vec {b}}\ {\vec {c}}|}. 

## Tulajdonságai
- abc = bca = cab = –cba = –bac = –acb
- (λa)bc = a(λb)c = ab(λc) = λ(abc), bármely λ skalárra.
- Ha az a, b, c vektorok lineárisan összefüggők, akkor a vegyes szorzat 0.
- A vegyes szorzat megegyezik annak a 3×3-as négyzetes mátrixnak a determinánsával, melynek sor- vagy oszlopvektorai sorrendben az adott három vektorral egyeznek meg, azaz

{\displaystyle \mathbf {a} \mathbf {b} \mathbf {c} =\det {\begin{pmatrix}\mathbf {a} ,\mathbf {b} ,\mathbf {c} \end{pmatrix}}={\begin{vmatrix}a_{1}&a_{2}&a_{3}\\b_{1}&b_{2}&b_{3}\\c_{1}&c_{2}&c_{3}\end{vmatrix}}.}
- Disztributív a vektorösszeadásra nézve

{\displaystyle \mathbf {a} \mathbf {b} (\mathbf {c} +\mathbf {d} )=\mathbf {a} \mathbf {b} \mathbf {c} +\mathbf {a} \mathbf {b} \mathbf {d} }.
- Mivel {\displaystyle {\vec {a}}\times {\vec {a}}={\vec {0}}}, azért:
{\displaystyle ({\vec {a}}\times {\vec {a}})\cdot {\vec {b}}={\vec {0}}\cdot {\vec {b}}={\vec {0}}}.
{\displaystyle ({\vec {a}}\times {\vec {b}})\cdot {\vec {a}}=({\vec {a}}\times {\vec {a}})\cdot {\vec {b}}={\vec {0}}\cdot {\vec {b}}={\vec {0}}}.
{\displaystyle ({\vec {b}}\times {\vec {a}})\cdot {\vec {a}}=({\vec {a}}\times {\vec {a}})\cdot {\vec {b}}={\vec {0}}\cdot {\vec {b}}={\vec {0}}}.

- A skaláris szorzat definíciója alapján:
{\displaystyle ({\vec {a}},{\vec {b}},{\vec {c}})=({\vec {a}}\times {\vec {b}})\cdot {\vec {c}}=|({\vec {a}}\times {\vec {b}})||{\vec {c}}|\cos \sphericalangle ({\vec {a}}\times {\vec {b}},{\vec {c}})}.

ahol {\displaystyle \sphericalangle ({\vec {a}}\times {\vec {b}},{\vec {c}})} a {\displaystyle {\vec {c}}} vektornak és az {\displaystyle {\vec {a}}} és {\displaystyle {\vec {b}}} vektor síkjára merőleges, azokkal jobbrendszert alkotó vektornak a szöge.

## Geometriai jelentése
A paralelepipedon térfogata (V) az alapterület (A) és a magasság (h) szorzata. A vektorok által kifeszített tetraéder térfogata a paralelepipedon térfogatának hatoda.
{\displaystyle V=A\cdot h}
Az a×b vektoriális szorzat nagysága éppen az a és b vektorok által kifeszített paralelogramma területe:
{\displaystyle A=\left|\mathbf {a} \times \mathbf {b} \right|}.
A paralelepipedon magassága a c vektor vetülete az a×b vektoriális szorzat irányára. Ha α szöget zárnak be egymással, akkor a skaláris szorzat definíciója szerint
{\displaystyle h=\left|\mathbf {c} \right|\cos \alpha ={\hat {\mathbf {e} }}_{\left(\mathbf {a} \times \mathbf {b} \right)}\cdot \mathbf {c} =\mathbf {a} \mathbf {b} \mathbf {c} }
Ebből következik, hogy
{\displaystyle V=A\cdot h=\left|\mathbf {a} \times \mathbf {b} \right|({\hat {\mathbf {e} }}_{\left(\mathbf {a} \times \mathbf {b} \right)}\cdot \mathbf {c} )=\left(\mathbf {a} \times \mathbf {b} \right)\cdot \mathbf {c} }
Ha α = 90°, akkor ez a szorzat nulla. Ekkor a vektorok lineárisan összefüggnek, egy síkban fekszenek, más szóval komplanárisak.
Az előjeles térfogat negatív, ha α > 90°. Ekkor a vektoriális szorzat és a vetített magasság iránya ellentétes, mert a vektorok balsodrású rendszert képeznek.

## Algebrai tulajdonságok levezetése
Kifejezése Levi-Civita-szimbólumokkal:
Először a skalárszorzatot ábrázoljuk összegként:
{\displaystyle ({\vec {a}}\times {\vec {b}})\cdot {\vec {c}}=\sum _{i=1}^{3}({\vec {a}}\times {\vec {b}})_{i}\cdot c_{i}.}
majd a vektoriális szorzatot:
{\displaystyle \sum _{i=1}^{3}({\vec {a}}\times {\vec {b}})_{i}\cdot c_{i}=\sum _{i=1}^{3}\sum _{j=1}^{3}\sum _{k=1}^{3}\varepsilon _{ijk}a_{j}b_{k}c_{i}.}
A totálisan antiszimmetrikus {\displaystyle \varepsilon _{ijk}} epszilontenzor egyenlő {\displaystyle \varepsilon _{kij}}-vel, illetve megegyezik {\displaystyle \varepsilon _{jki}}-vel. Így a vegyes szorzat:
{\displaystyle \sum _{i=1}^{3}\sum _{j=1}^{3}\sum _{k=1}^{3}\varepsilon _{ijk}a_{j}b_{k}c_{i}=\sum _{i=1}^{3}\sum _{j=1}^{3}\sum _{k=1}^{3}\varepsilon _{kij}a_{j}b_{k}c_{i}=\sum _{i=1}^{3}\sum _{j=1}^{3}\sum _{k=1}^{3}\varepsilon _{jki}a_{j}b_{k}c_{i}.}
A szummajelek felcserélésével és zárójelek ügyes beszúrásával:
{\displaystyle \sum _{i=1}^{3}\left(\sum _{j=1}^{3}\sum _{k=1}^{3}\varepsilon _{ijk}a_{j}b_{k}\right)c_{i}=\sum _{k=1}^{3}\left(\sum _{i=1}^{3}\sum _{j=1}^{3}\varepsilon _{kij}c_{i}a_{j}\right)b_{k}=\sum _{j=1}^{3}\left(\sum _{k=1}^{3}\sum _{i=1}^{3}\varepsilon _{jki}b_{k}c_{i}\right)a_{j}.}
A Levi-Civita-szimbólumokról áttérve a vektoriális szorzatra:
{\displaystyle ({\vec {a}}\times {\vec {b}})\cdot {\vec {c}}=({\vec {c}}\times {\vec {a}})\cdot {\vec {b}}=({\vec {b}}\times {\vec {c}})\cdot {\vec {a}}.}

## Ismételt vektoriális szorzás
Ha egy vektoriális szorzatot megszorzunk még egy vektorral, akkor hármas vektoriális szorzatot kapunk. A Graßmann-azonosság, más néven Graßmann kifejtési tétele szerint:
{\displaystyle {\vec {a}}\times ({\vec {b}}\times {\vec {c}})=({\vec {a}}\cdot {\vec {c}})\,{\vec {b}}-({\vec {a}}\cdot {\vec {b}})\,{\vec {c}}}
illetve
{\displaystyle ({\vec {a}}\times {\vec {b}})\times {\vec {c}}=({\vec {a}}\cdot {\vec {c}})\,{\vec {b}}\ -({\vec {b}}\cdot {\vec {c}})\,{\vec {a}},}
ahol a szorzópontok a skaláris szorzatot jelölik. A fizikában gyakran az
{\displaystyle {\vec {a}}\times ({\vec {b}}\times {\vec {c}})={\vec {b}}\,({\vec {a}}\cdot {\vec {c}})-{\vec {c}}\,({\vec {a}}\cdot {\vec {b}})\,,}
írásmódot használják, és gyakran BAC-CAB-formulának nevezik. Indexes írásmóddal:
{\displaystyle \sum _{k=1}^{3}\varepsilon _{ijk}\varepsilon _{klm}=\delta _{il}\delta _{jm}-\delta _{im}\delta _{jl}}.
ahol {\displaystyle \varepsilon _{ijk}} a Levi-Civita-szimbólum, és {\displaystyle \delta _{ij}} a Kronecker-delta.

## Ismételt vegyes szorzás
Két vektorhármas, {\displaystyle {\vec {a}},{\vec {b}},{\vec {c}}} és {\displaystyle {\vec {u}},{\vec {v}},{\vec {w}}} ismételt vegyes szorzata
{\displaystyle {\begin{aligned}\,[({\vec {a}}\times {\vec {b}})\cdot {\vec {c}}][({\vec {u}}\times {\vec {v}})\cdot {\vec {w}}]=\;&{\begin{vmatrix}{\vec {a}}&{\vec {b}}&{\vec {c}}\end{vmatrix}}{\begin{vmatrix}{\vec {u}}&{\vec {v}}&{\vec {w}}\end{vmatrix}}={\begin{vmatrix}({\vec {a}}&{\vec {b}}&{\vec {c}})^{\top }\end{vmatrix}}{\begin{vmatrix}{\vec {u}}&{\vec {v}}&{\vec {w}}\end{vmatrix}}\\=\;&{\begin{vmatrix}{\begin{pmatrix}{\vec {a}}&{\vec {b}}&{\vec {c}}\end{pmatrix}}^{\top }{\begin{pmatrix}{\vec {u}}&{\vec {v}}&{\vec {w}}\end{pmatrix}}\end{vmatrix}}={\begin{vmatrix}{\vec {a}}\cdot {\vec {u}}&{\vec {a}}\cdot {\vec {v}}&{\vec {a}}\cdot {\vec {w}}\\{\vec {b}}\cdot {\vec {u}}&{\vec {b}}\cdot {\vec {v}}&{\vec {b}}\cdot {\vec {w}}\\{\vec {c}}\cdot {\vec {u}}&{\vec {c}}\cdot {\vec {v}}&{\vec {c}}\cdot {\vec {w}}\end{vmatrix}}\end{aligned}}}
mivel a transzponálás nem változtatja meg a determinánst, másrészt a determinánsok szorzástétele miatt mátrixok szorzásakor a szorzatmátrix determinánsa a determinánsok szorzata. Ha a két vektorhármas megegyezik:
{\displaystyle [({\vec {a}}\times {\vec {b}})\cdot {\vec {c}}]^{2}={\begin{vmatrix}{\vec {a}}\cdot {\vec {a}}&{\vec {a}}\cdot {\vec {b}}&{\vec {a}}\cdot {\vec {c}}\\{\vec {b}}\cdot {\vec {a}}&{\vec {b}}\cdot {\vec {b}}&{\vec {b}}\cdot {\vec {c}}\\{\vec {c}}\cdot {\vec {a}}&{\vec {c}}\cdot {\vec {b}}&{\vec {c}}\cdot {\vec {c}}\end{vmatrix}}\geq 0}
és így a Gram-determináns pozitív definit. Ahogy az egyszeres vegyes szorzatnál, úgy ennél is ez a determináns kritérium a tényezők lineáris függetlenségére. A determináns megadja a paralelepipedon térfogatának négyzetét. Ha egy lineáris transzformáció egy paralelepipedont egy másikra képez, akkor a Gram-determináns megadja, hogy hányszorosára változott a térfogatuk. A  Gram-determinánsos kifejezés előnye, hogy magasabb dimenziókra is általánosítható.

## Az integrálszámítás térfogateleme
A térfogati integrál {\displaystyle \mathrm {d} V} térfogateleme függ az alkalmazott koordináta-rendszertől. Descartes-féle koordinátákban:
{\displaystyle \mathrm {d} V=\mathrm {d} x\,\mathrm {d} y\,\mathrm {d} z}.
Egy másik koordináta-rendszerben, ahol a koordináták {\displaystyle {x',y',z'}}, a helyi bázisvektorok vegyes szorzataként számítható. Az {\displaystyle \textstyle {\vec {b}}_{1},{\vec {b}}_{2}} és {\displaystyle \textstyle {\vec {b}}_{3}} bázisvektorok az adott pontban a koordinátavonalak érintővektorai, melyek a következő koordinátatranszformációból adódnak:
{\displaystyle {\vec {r}}={\begin{pmatrix}x\\y\\z\end{pmatrix}}={\begin{pmatrix}x(x',y',z')\\y(x',y',z')\\z(x',y',z')\end{pmatrix}}}
az {\displaystyle {x',y',z'}} koordináták szerinti parciális deriváltjaként:
{\displaystyle {\vec {b}}_{1}={\frac {\partial {\vec {r}}}{\partial x'}},\quad {\vec {b}}_{2}={\frac {\partial {\vec {r}}}{\partial y'}},\quad {\vec {b}}_{3}={\frac {\partial {\vec {r}}}{\partial z'}}}.
Egy bázisvektor koordinátái alkotják a Jacobi-mátrix egyik oszlopát. Így e három vektor vegyes szorzatát a funkcionáldetermináns adja meg. 
A transzformációs tétel alapján a térfogatelem:
{\displaystyle \mathrm {d} V'=\left|\det {\frac {\partial (x,y,z)}{\partial (x',y',z')}}\right|\,\mathrm {d} x'\,\mathrm {d} y'\,\mathrm {d} z'}.

### Példa: Gömbkoordináták
Áttérés a gömbkoordinátákra:
{\displaystyle {\vec {r}}={\begin{pmatrix}x\\y\\z\end{pmatrix}}={\begin{pmatrix}r\sin \theta \cos \varphi \\r\sin \theta \sin \varphi \\r\cos \theta \end{pmatrix}}}
így a helyi bázisvektorok a megfelelő pontokban:
{\displaystyle {\vec {b}}_{1}={\frac {\partial {\vec {r}}}{\partial r}}={\begin{pmatrix}\sin \theta \cos \varphi \\\sin \theta \sin \varphi \\\cos \theta \end{pmatrix}},\quad {\vec {b}}_{2}={\frac {\partial {\vec {r}}}{\partial \theta }}={\begin{pmatrix}r\cos \theta \cos \varphi \\r\cos \theta \sin \varphi \\-r\sin \theta \end{pmatrix}},\quad {\vec {b}}_{3}={\frac {\partial {\vec {r}}}{\partial \varphi }}={\begin{pmatrix}-r\sin \theta \sin \varphi \\r\sin \theta \cos \varphi \\0\end{pmatrix}}}
Tehát a funkcionáldetermináns:
{\displaystyle \det {\frac {\partial (x,y,z)}{\partial (r,\theta ,\varphi )}}=\det {\begin{pmatrix}\sin \theta \cos \varphi &r\cos \theta \cos \varphi &-r\sin \theta \sin \varphi \\\sin \theta \sin \varphi &r\cos \theta \sin \varphi &r\sin \theta \cos \varphi \\\cos \theta &-r\sin \theta &0\end{pmatrix}}=r^{2}\sin \theta .}
amiből adódik a térfogatelem:
{\displaystyle \mathrm {d} V}:
{\displaystyle \mathrm {d} V=\left|\det {\frac {\partial (x,y,z)}{\partial (r,\theta ,\varphi )}}\right|\,\mathrm {d} r\,\mathrm {d} \theta \,\mathrm {d} \varphi =r^{2}\sin \theta \,\mathrm {d} r\,\mathrm {d} \theta \,\mathrm {d} \varphi .}

## Fordítás
Ez a szócikk részben vagy egészben  a   Spatprodukt című német Wikipédia-szócikk fordításán alapul.  Az eredeti cikk szerkesztőit annak laptörténete sorolja fel. Ez a jelzés csupán a megfogalmazás eredetét és a szerzői jogokat jelzi, nem szolgál a cikkben szereplő információk forrásmegjelöléseként.